# Malá Deštná
Malá Deštná är ett berg i Tjeckien.   Det ligger i regionen Hradec Králové, i den nordöstra delen av landet, 140 km öster om huvudstaden Prag. Toppen på Malá Deštná är 1 090 meter över havet. Malá Deštná ingår i Orlické Hory.
Terrängen runt Malá Deštná är huvudsakligen lite kuperad.Runt Malá Deštná är det mycket glesbefolkat, med 7 invånare per kvadratkilometer. Närmaste större samhälle är Dobruška, 17,0 km väster om Malá Deštná. I omgivningarna runt Malá Deštná växer i huvudsak blandskog.